# La Faute de l'abbé Mouret (film)
Pour le roman dont il est adapté, voir La Faute de l'abbé Mouret.
Pour les articles homonymes, voir Mouret.
Pour plus de détails, voir Fiche technique et Distribution.
La Faute de l'abbé Mouret est un film français de Georges Franju sorti en 1970, adaptation du roman éponyme d'Émile Zola.

## Synopsis
L'abbé Mouret, jeune prêtre campagnard est fasciné par la belle Albine qui l'entraîne, comme dans un rêve, dans un immense jardin merveilleux, où ils se perdent. Il y découvre la sensualité.

## Fiche technique
- Titre : La Faute de l'abbé Mouret
- Réalisation : Georges Franju
- Scénario : Georges Franju et Jean Ferry, d'après le roman d'Émile Zola La Faute de l'abbé Mouret
- Dialogues : Jean Ferry
- Assistant réalisateur : Bernard Queysanne
- Musique : Jean Wiéner
- Photographie : Marcel Fradetal
- Producteur : Véra Belmont
- Sociétés de production : Valoria Films, Les Films du carrosse, Stephan Film et New Films Production.
- Pays :  France
- Tourné en couleurs
- Genre : Drame
- Durée : 89 minutes
- Année de sortie : 1970

## Distribution
- Francis Huster : Abbé Mouret
- Gillian Hills : Albine
- Lucien Barjon : Bambousse
- Margo Lion : La Teuse
- André Lacombe : Archangias
- Tino Carraro : le docteur Pascal, oncle de Mouret
- Deirdre Merveille : Une petite fille

## Production
Le cinéaste avait l'idée de l'adaptation dès 1949. Il explique d'ailleurs ses intentions : « Alors que Zola prétendait écrire ici, comme à son habitude, un roman naturaliste où rien ne soit inventé, je crois qu’il atteint au féerique avec une merveilleuse histoire d'amour qui renoue avec le mythe du Paradis et du premier couple, et un irréalisme total avec sa description du Paradou. […] l'œuvre d'un visionnaire, et autant qu’un film contre la religion, j’ai voulu faire un film qui exalte l'amour, la nature, qui soit un hymne à la vie. » Franju fit des modernisations légères dans l'adaptation avec la référence aux prêtres ouvriers et à la messe en français.
Il s'agit du premier film tourné en couleur par Franju, qui a toujours préféré les contrastes offerts par le noir et blanc. 
Ce sont les premiers rôles au cinéma de Francis Huster et André Lacombe. Franju avait songé à Gérard Philipe pour le rôle-titre,.
Le film est tourné près d'Apt. Les scènes de la Roseraie sont tournées au parc floral d'Orléans.
Le film est un échec commercial. Les critiques rétrospectives reprochent, avec l'interprétation inégale, une trop grand fidélité au roman de Zola avec des thématiques dépassées : l'anticléricalisme, l'anticonformisme, la recherche de l'hédonisme, le lyrisme du Paradou,,,,,.